# 292.ª Divisão de Infantaria (Alemanha)
A 292ª Divisão de Infantaria (em alemão:292. Infanterie-Division) foi uma unidade militar que serviu no Exército alemão durante a Segunda Guerra Mundial.

## Comandantes
| Comandante                         | Data                                            |
| ---------------------------------- | ----------------------------------------------- |
| Generalleutnant Martin Dehmel      | 6 de fevereiro de 1940 - 29 de setembro de 1941 |
| Generalleutnant Willy Seeger       | 29 de setembro de 1941 - 24 de agosto de 1942   |
| Generalleutnant Curt Badinski      | 24 de agosto de 1942 - 1 de setembro de 1942    |
| Generalleutnant Wolfgang von Kluge | 1 de setembro de 1942 - 20 de julho de 1943     |
| Generalleutnant Richard John       | 20 de julho de 1943 - 30 de junho de 1944       |
| Generalmajor Johannes Gittner      | 30 de junho de 1944 - 1 de setembro de 1944     |
| Generalleutnant Rudolf Reichert    | 1 de setembro de 1944 - ? de abril de 1945      |

## Oficiais de operações
| Major Hubert Diermayer           | 8 de fevereiro de 1940-1 de junho de 1940  |
| Major Johannes Kirsch            | 1 de junho de 1940-5 de maio de 1941       |
| Major Joachim Meichßner          | maio de 1941-14 de março de 1942           |
| Major Jobst von Reden            | 15 de março de 1942-29 de agosto de 1942   |
| Von Trotha                       | agosto de 1942-?                           |
| Oberst Wilhelm Deyhle            | agosto de 1942-10 de dezembro de 1943      |
| Oberstleutnant Erwin Fussenegger | 12 de dezembro de 1943-1 de agosto de 1944 |
| Major Rudolf Grüner              | 1 de agosto de 1944-6 de maio de 1945      |

## Área de operações
| Alemanha                       | fevereiro de 1940 - maio de 1940 |
| França                         | maio de 1940 - junho de 1941     |
| Frente Oriental, setor central | junho de 1941 - janeiro de 1945  |
| Polônia & Prússia Oriental     | janeiro de 1945 - abril de 1945  |